# Ian N. Wood

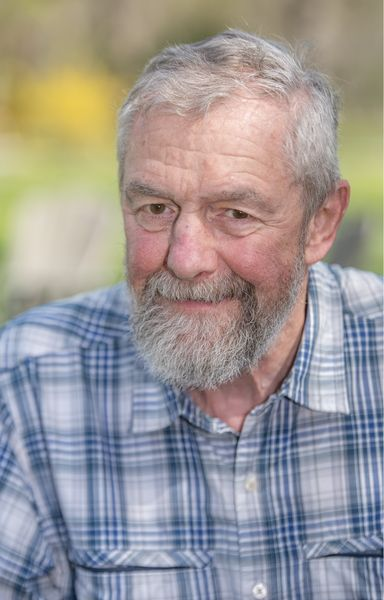
Ian N. Wood (2023)

Ian Nicholas Wood (* 1950 in London) ist ein englischer Mediävist.
Ian Wood legte 1972 den Bachelor am Corpus Christi College ab. Dort folgte auch der Master. Er wurde 1980 an der University of Oxford mit einer Arbeit über den spätantiken Bischof Avitus von Vienne promoviert. Wood war von 1976 bis 1989 Lecturer und von 1989 bis 1995 Senior Lecturer in mittelalterlicher Geschichte an der University of Leeds. Dort lehrte er von 1995 bis zu seiner Emeritierung 2015 als Professor für Geschichte des Frühmittelalters. Wood war Gastprofessor an der Universität Wien (1994/95 und 2000) und der Universität Aarhus (1997).
Er gilt als ein ausgezeichneter Kenner der Geschichte des Frühmittelalters, besonders der Merowingerzeit. Seine umfassende Darstellung The Merovingian Kingdoms gilt als Standardwerk. Des Weiteren hat er sich in mehreren Aufsätzen mit dem Thema befasst und auch mehrere Artikel zum Reallexikon der Germanischen Altertumskunde beigesteuert. Weitere Schwerpunkte seiner Forschung sind die Missionsgeschichte Europas, die frühmittelalterliche Historiographie und die Übergangszeit von der Spätantike zum Mittelalter, mit der sich Wood ebenfalls intensiv beschäftigt. Er veröffentlichte Aufsätze in der Cambridge Ancient History und der New Cambridge Medieval History. 2025 publizierte er eine Überblicksdarstellung zur europäischen Spätantike.
Von 1992 bis 1998 war er einer der Leiter des umfassenden Programms Transformation of the Roman World der European Science Foundation. Er ist Mitherausgeber der Fachzeitschrift Early Medieval Europe. Im Jahr 2019 wurde Wood in die British Academy gewählt.

## Schriften (Auswahl)
Monographien
- The Merovingian Kingdoms 450–751. Longman, London u. a. 1994, ISBN 0-582-49372-2.
- The missionary life. Saints and the Evanglisation of Europe, 400–1050. Longman, Harlow u. a. 2001, ISBN 0-582-31213-2.[2]
- Europe in Late Antiquity (= Oldenbourg Grundriss der Geschichte. Band 43). De Gruyter Oldenbourg, Berlin/Boston 2025, ISBN 978-3-11-035264-1.

Herausgeberschaften und Übersetzungen
- mit Hans-Werner Goetz: Otherness in the Middle Ages (= International Medieval Research. Band 25). Brepols, Turnhout 2022, ISBN 978-2-503-59402-6.
- mit Danuta Shanzer: Avitus of Vienne: Letters and Selected Prose (= Translated Texts for Historians. Band 38). Translated with an Introduction and Notes. Liverpool University Press, Liverpool 2002, ISBN 0-85323-588-0.[3]
- mit Kathleen Mitchell: The World of Gregory of Tours (= Cultures, Beliefs and Traditions. Band 8). Brill, Leiden u. a. 2002, ISBN 90-04-11034-8.